# Uriel Jones
Uriel Jones (Detroit, 13 juni 1934 - Dearborn, 24 maart 2009) was een Afro-Amerikaanse muzikant (drummer) uit de Verenigde Staten.
Jones was vooral sessiemuzikant in The Funk Brothers, de Motown-begeleidingsband, tijdens de jaren 1960 en de vroege jaren 1970. Hij was daar de invaller voor vaste drummer Benny Benjamin en speelde samen met Richard "Pistol" Allen. Later werd hij een van de vaste drummers.
Jones' stijl was hard en funky, zoals te horen is op de opnames van hits als "Ain't No Mountain High Enough" van Marvin Gaye & Tammi Terrell, "I Heard It Through the Grapevine" van Marvin Gaye, "Cloud Nine" van The Temptations, "Home Cookin" van Jr. Walker & The All Stars, "I Second That Emotion" van Smokey Robinson & The Miracles en "For Once In My Life" van Stevie Wonder.
Jones werd vooral bekend door zijn optreden in de documentaire Standing In The Shadows of Motown. Hij stierf in maart 2009 na een hartaanval.